# 中国电子普通护照争议

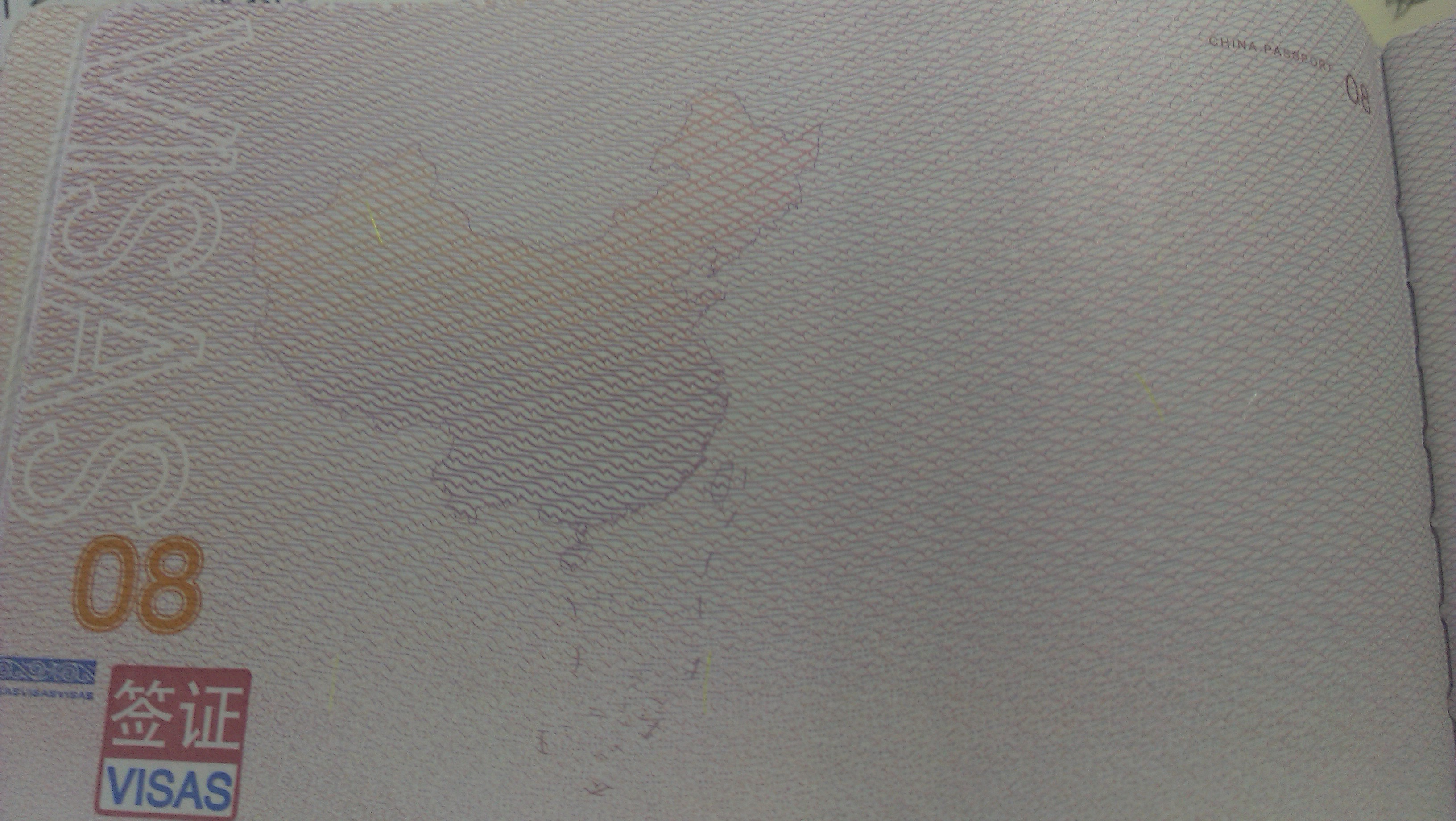
中国护照中涉及南海主权争议的地图

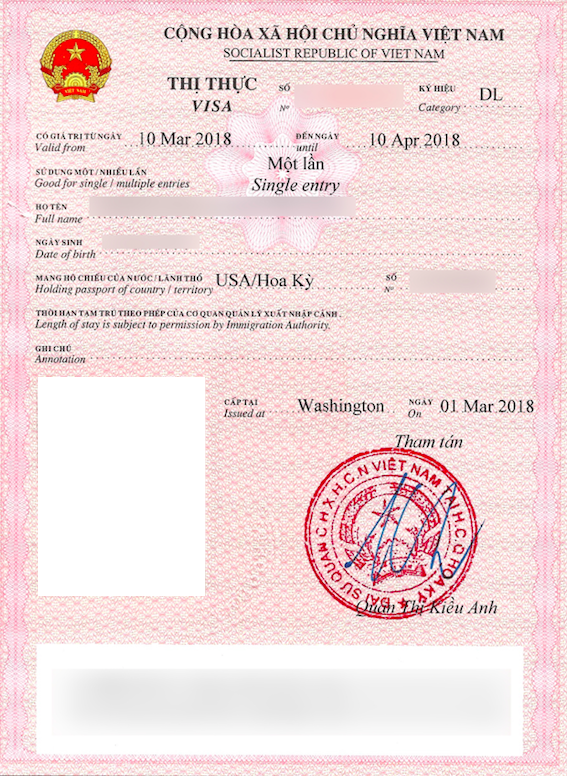
越南另纸签证样本

中国电子普通护照争议是指2012年中华人民共和国正式启用电子普通护照后，其内页的地图和风景图案所引发周边邻国抗议的事件。

## 背景
2012年5月15日起，中华人民共和国公安部统一开始向普通公民签发电子普通护照。电子护照相比传统本式护照，嵌入了嵌入电子芯片，并在芯片中存储持照人个人基本资料以及面部肖像、指纹信息。新版电子普通护照共48页，除个人资料页、备注页等护照的功能页外，可印刷主题图案的签证页共40页（第8页至47页）。在签证页中，可以通过常光、荧光和水印三种图案表现形式，呈现出中国34个省、自治区、直辖市和特别行政区具有地域代表性的元素，以及56个民族的人物形象。
由于其中的中国地图是根据中国政府的主张绘制的，因此其中的藏南地区导致印度政府不满，南海九段线引起了南海周边国家的抗议。部分涉事国家拒绝在中国护照上贴签证及盖印而是提供另纸签证，但是相关国家均承认中国电子普通护照是有效的证件。
另外，虽然护照中的台湾风景也导致中华民国政府不满，但由于中国大陆居民前往台澎金马不需要使用护照（第三類除外），所以并没有贴签方面的顾虑，中华民国方面亦仅做出口头抗议，未出台任何实质反制措施。

## 现状
目前，下列国家在向中国电子普通护照的持照人颁发签证和加盖出入境验讫章时，样式会和标准做法有所不同：
- 越南：由于护照上的南海九段线图案，越南当局不在电子普通护照上粘贴签证或盖章，而是在另外一张纸上打印签证并盖章（另纸签证）。
- 菲律賓：2019年8月起，菲律宾当局重新开始在电子普通护照上盖章，但由于护照上的南海九段线图案，菲律宾出入境章上会附有菲律宾版地图以进行反制。
- 印度：印度当局仍然在电子普通护照上粘贴签证或盖章，但是由于护照上含有藏南地区的中国地图，印度签证上会附有印度版地图的图案以进行反制。

## 各方反应
- 越南向中国提出抗议，其驻中国大使馆称“越南方面已经注意到这一问题，双方正在就此展开商讨，但到目前为止，讨论还没有取得结果”。据《每日电讯报》报道，新版护照已影响了100多名入境越南的中国人出行[3]。

- 印度驻中国大使馆签发给中国公民的签证也加入新地图，将阿鲁纳恰尔邦和阿克赛钦划入印度版图[4]。

- 菲律賓外交部称中国应撤销新版护照上的地图，将拒绝在中国新版护照上盖印签证，转而采取在其他入境表单上盖章的措施[5]。2019年8月，菲律宾政府宣布将重新在中国电子护照上盖章以便追踪中国公民入境后的行踪，并不代表放弃领海要求。[6]。

- 印度尼西亞外长马蒂11月29日接受印尼《雅加达邮报》采访时说，中国在护照上印南海地图，只会“适得其反，不利于南海争端的解决”[7]。

- 中華民國政府对臺灣景点清水断崖和日月潭出现在护照内页，中華民國總統府與行政院陸委會均發表聲明表示日月潭、綠島是中華民國領土，不是中國大陸統治權所及，將其納入中華人民共和國領土及風景圖片，完全是昧於事實、挑起爭議之作為，並且傷害兩岸近年來努力建立的互信基礎，及臺灣兩千三百萬人民的感情，中華民國政府絕不接受。但抗議力道不如他國[2][8]。民主進步黨主席蘇貞昌與立法院黨團書記長蔡其昌均重申台灣是主權獨立國家，和中華人民共和國互不隸屬，痛批中华人民共和国侵犯台灣主權，並強烈譴責馬政府對此一事件的回應過於軟弱，幾乎沒有任何具體的反制措施，任令台灣主權遭人踐踏。[9][10]。台灣團結聯盟主席黃昆輝表示馬英九是配合中華人民共和國出賣台灣、消滅中華民國的國家罪人，這再次證明他對馬英九提出叛國罪之訴有憑有據。[11]

- 美国国务院发言人纽兰表示，美国仍然认为中国的新版护照是合法文件，入境口岸官员会在这个版本的中国护照上盖章，但这“不代表认可中国的主张”，望各当事国协商化解争议，護照圖案不會改變美國立場[12][13]。

## 中方回应
- 中华人民共和国時任中华人民共和国外交部发言人华春莹：“该类护照有关图案设计并非针对特定的国家，我们希望有关国家能够本着理性、克制的态度冷静地对待，以免对中外之间的正常人员往来造成不必要的干扰，中方也愿意同有关国家保持沟通，确保中外人员往来正常进行，并为他们提供便利[14]。”

## 后续事件
2016年7月26日，有媒体报道称，一名广州钟姓女子于7月23日在越南入境时，其护照两处印有南海地图暗纹的地方，被越方写上“Fuck you”（去你妈的）的脏话，其本人也受到侮辱。7月27日，中国驻胡志明市总领事馆向胡志明市外办提出交涉，指出污损中国护照，有损中国公民国格、人格，是无耻的懦夫行为，中方表示愤慨、蔑视和谴责。越方表示将对此进行调查。